# Амангельды (Аккайынский район)
Амангельды (каз. Амангелді) — село в Аккайынском районе Северо-Казахстанской области Казахстана. Село входит в состав Аралагашского сельского округа. Код КАТО — 595833200.

## Население
В 1999 году численность населения села составляла 254 человека (136 мужчин и 118 женщин). По данным переписи 2009 года, в селе проживало 91 человек (56 мужчин и 35 женщин).